# Шакпак (Туркестанская область)
Шакпак (каз. Шақпақ) — село в Байдибекском районе Туркестанской области Казахстана. Административный центр Алгабасского сельского округа. Находится на реке Арыстанды. Код КАТО — 513637100.

## Население
В 1999 году население села составляло 2633 человека (1329 мужчин и 1304 женщины). По данным переписи 2009 года, в селе проживало 2660 человек (1380 мужчин и 1280 женщин).